# Kalendarium rządu Kazimierza Marcinkiewicza
Kalendarium rządu Kazimierza Marcinkiewicza opisuje powołanie rządu Kazimierza Marcinkiewicza, zmiany na stanowiskach ministrów, sekretarzy stanu, podsekretarzy stanu, wojewodów i wicewojewodów a także zmiany personalne na kierowniczych stanowiskach w urzędach centralnych podległych Radzie Ministrów.

## Zmiany w rządzie
Lista zmian personalnych na stanowiskach ministrów, sekretarzy stanu i podsekretarzy stanu.

### Rok 2005
| Powołanie | Odwołanie |
| 31 października 2005 | 31 października 2005 |
| --- | --- |
| - Ludwika Dorna na urząd ministra spraw wewnętrznych i administracji, - Grażyny Gęsickiej na urząd ministra rozwoju regionalnego, - Krzysztofa Jurgiela na urząd ministra rolnictwa i rozwoju wsi, - Tomasza Lipca na urząd ministra sportu, - Teresy Lubińskiej na urząd ministra finansów, - Stefana Mellera na urzędy ministra spraw zagranicznych oraz przewodniczącego Komitetu Integracji Europejskiej, - Krzysztofa Michalkiewicza na urząd ministra pracy i polityki społecznej, - Andrzeja Mikosza na urząd ministra skarbu państwa, - Jerzego Polaczka na urząd ministra transportu i budownictwa, - Zbigniewa Religi na urząd ministra zdrowia, - Michała Seweryńskiego na urząd ministra edukacji i nauki, - Radosława Sikorskiego na urząd ministra obrony narodowej, - Jana Szyszko na urząd ministra środowiska, - Kazimierza Michała Ujazdowskiego na urząd ministra kultury i dziedzictwa narodowego, - Piotra Woźniaka na urząd ministra gospodarki, - Zbigniewa Ziobro na urzędy ministra sprawiedliwości i prokuratora generalnego, - Zbigniewa Wassermanna na urząd ministra-członka Rady Ministrów, - Mariusza Błaszczaka na stanowiska sekretarza stanu w Kancelarii Premiera i szefa Kancelarii Premiera, - Piotra Tutaka na stanowisko sekretarza stanu w Kancelarii Premiera, - Mariusza Kamińskiego na stanowiska sekretarza stanu w Kancelarii Premiera i Pełnomocnika Rządu ds. opracowania programu zwalczania nadużyć w instytucjach publicznych, - Ryszarda Schnepfa na stanowisko sekretarza stanu w Kancelarii Premiera, - Konrada Ciesiołkiewicza na stanowisko podsekretarza stanu w Kancelarii Premiera i rzecznika prasowego rządu, - Janusza Kaczmarka na stanowiska prokuratora krajowego i zastępcy prokuratora generalnego w MS. | - Stanisława Speczika ze stanowiska sekretarza stanu w MSP (powołany na to stanowisko w 2005), - Karola Napierskiego ze stanowisk prokuratora krajowego – zastępcy prokuratora generalnego w Ministerstwie Sprawiedliwości (powołany na to stanowisko 17 grudnia 2001), - Krzysztofa Żyndula ze stanowiska podsekretarza stanu w MSP (powołany na to stanowisko 30 marca 2005). |
| 2 listopada 2005 | |
| - Stanisławy Okularczyk na stanowisko sekretarza stanu w MRiRW, - Arkadiusza Czartoryskiego na stanowisko sekretarza stanu w MSWiA, - Bolesława Piechy na stanowisko sekretarza stanu w MZ, - Pawła Solocha, Władysława Stasiaka, Grzegorza Bliźniuka i Jarosława Brysiewicza na stanowiska podsekretarzy stanu w MSWiA. | - Zbigniewa Podrazy ze stanowiska sekretarza stanu w MZ (powołany na to stanowisko 27 października 2004), - Tadeusza Matusiaka ze stanowiska sekretarza stanu w MSWiA (powołany na to stanowisko 9 czerwca 2005), - Włodzimierza Marcińskiego ze stanowiska podsekretarza stanu w MNiI (powołany na to stanowisko 6 lipca 2004), - Jerzego Mazurka ze stanowiska podsekretarza stanu w MSWiA (powołany na to stanowisko w grudniu 2001), - Leszka Ciećwierza ze stanowiska podsekretarza stanu w MSWiA (powołany na to stanowisko 23 października 2002), - Jana Schöna ze stanowiska podsekretarza stanu w MSWiA (powołany na to stanowisko 9 czerwca 2005).            |
| 3 listopada 2005 | |
| - Krystyny Gurbiel na stanowisko podsekretarza stanu w MRR, - Rafała Wiśniewskiego na stanowisko podsekretarza stanu w MSZ, - Jana Krzysztofa Ardanowskiego na stanowisko podsekretarza stanu w MRiRW, - Lecha Różańskiego na stanowisko podsekretarza stanu w MRiRW, | - Jerzego Ciszewskiego ze stanowiska sekretarza stanu w Ministerstwie Sportu (powołany na to stanowisko 1 września 2005), - Janusza Opolskiego ze stanowiska podsekretarza stanu w MZ (powołany na to stanowisko 15 grudnia 2004), - Krystyny Gurbiel ze stanowiska podsekretarza stanu w MGiP (powołana na to stanowisko 6 maja 2004), - Pawła Sztwiertni ze stanowiska podsekretarza stanu w MZ (powołany na to stanowisko 20 lipca 2004), - Andrzeja Grzelaka ze stanowiska sekretarza stanu w Ministerstwie Sprawiedliwości (powołany na to stanowisko 1 września 2004)                                                                                             |
| 4 listopada 2005 | |
| - Adama Lipińskiego na stanowisko sekretarza stanu w Kancelarii Premiera, - Andrzeja Kryżego na stanowisko sekretarza stanu w MS, - Andrzeja Grzelaka na stanowisko podsekretarza stanu w Ministerstwie Sprawiedliwości, - Andrzeja Wojtyły na stanowisko podsekretarza stanu w MZ, - Andrzeja Kaczmarka i Tomasza Wilczaka na stanowiska podsekretarzy stanu w MG, - Witolda Waszczykowskiego na stanowisko podsekretarza stanu w MSZ, - Tomasza Merty na stanowiska podsekretarza stanu w MKiDN i Generalnego Konserwatora Zabytków, - Jarosława Pinkasa na stanowisko podsekretarza stanu w MZ, - Janusza Stańczyka na stanowisko podsekretarza stanu w MSZ. | - Magdaleny Środy ze stanowisk Pełnomocnika Rządu do Spraw Równego Statusu Kobiet i Mężczyzn – sekretarza stanu w Kancelarii Premiera (powołana na to stanowisko 16 sierpnia 2004), - Małgorzaty Ostrowskiej ze stanowiska sekretarza stanu w MGiP (powołana na to stanowisko 28 kwietnia 2005), - Leszka Zielińskiego ze stanowisk sekretarza stanu – Pełnomocnika Rządu do Spraw Osób Niepełnosprawnych w MPS (powołany na to stanowiska 6 maja 2004). |
| 7 listopada 2005 | |
| - Eugeniusza Wróbla na stanowisko sekretarza stanu w MTiB, - Władysława Ortyla na stanowisko sekretarza stanu w MRR, - Cezarego Mecha na stanowisko podsekretarza stanu w MF, - Stanisława Kozieja na stanowisko podsekretarza stanu w MON, - Mirosława Chaberka i Piotra Stommy na stanowiska podsekretarzy stanu w MTiB. | - Jana Kurylczyka ze stanowiska sekretarza stanu w MI (powołany na to stanowisko 26 lipca 2004), - Tadeusza Szulca ze stanowiska sekretarza stanu w MEN (powołany na to stanowisko 1 września 2005), - Grzegorza Mędzy ze stanowiska podsekretarza stanu w MI (powołany na to stanowisko 5 sierpnia 2004), - Ryszarda Krystka ze stanowiska podsekretarza stanu w MI (powołany na to stanowisko 9 sierpnia 2004), - Piotra Sawickiego ze stanowiska podsekretarza stanu w MF (powołany na to stanowisko 17 stycznia 2003), - Zbigniewa Witkowskiego ze stanowisk podsekretarza stanu i głównego konserwatora przyrody w MŚ (powołany na to stanowisko 1 sierpnia 2004). |
| 8 listopada 2005 | |
| - Piotra Tutaka, sekretarza stanu w Kancelarii Premiera, na stanowisko zastępcy szefa Kancelarii Premiera. | – |
| 9 listopada 2005 | |
| – | - Andrzeja Skowrońskiego ze stanowiska podsekretarza stanu – głównego geologa kraju w MŚ (powołany na to stanowisko 21 lutego 2005), - Jerzego Żuralskiego ze stanowiska podsekretarza stanu w Ministerstwie Sprawiedliwości (powołany na to stanowisko 1 czerwca 2005). |
| 10 listopada 2005 | |
| - Jarosława Sellina na stanowisko sekretarza stanu w MKiDN, - Stanisława Komorowskiego na stanowisko podsekretarza stanu w MSZ. | – |
| 14 listopada 2005 | |
| - Zbigniewa Derdziuka na stanowisko sekretarza stanu w Kancelarii Premiera, - Jarosława Zielińskiego na stanowisko sekretarza stanu w MEiN, - Michała Stępniewskiego na stanowisko podsekretarza stanu w MSP. | - Anny Radziwiłł ze stanowiska podsekretarza stanu w MEN (powołana na to stanowisko 1 września 2005), - Zdzisława Hensla ze stanowiska podsekretarza stanu w MEN (powołany na to stanowisko we wrześniu 2004), - Aleksandra Proksy ze stanowiska Prezesa Rządowego Centrum Legislacji (powołany na to stanowisko w 1997) oraz Sekretarza Rady Ministrów (powołany na to stanowisko w 2000). |
| 15 listopada 2005 | |
| - Anny Streżyńskiej na stanowisko podsekretarza stanu w MTiB, - Wiesława Tarki na stanowisko podsekretarza stanu w MSWiA, - Jolanty Rusiniak na stanowiska sekretarza Rady Ministrów i prezesa Rządowego Centrum Legislacji. | - Tomasza Nowakowskiego ze stanowiska podsekretarza stanu w UKIE (powołany na to stanowisko 6 maja 2004), - Wojciecha Hałki ze stanowiska podsekretarza stanu w MI (powołany na to stanowisko 21 lipca 2003). |
| 16 listopada 2005 | |
| - Tomasza Nowakowskiego na stanowisko podsekretarza stanu w MRR. | – |
| 17 listopada 2005 | |
| - Zbigniewa Derdziuka, sekretarza stanu w Kancelarii Premiera, na stanowisko Przewodniczącego Stałego Komitetu Rady Ministrów, - Piotra Stycznia na stanowisko sekretarza stanu w MTiB, - Joanny Kluzik-Rostkowskiej na stanowisko podsekretarza stanu w MPiPS, - Roberta Kwiatkowskiego na stanowisko podsekretarza stanu w MPiPS. | - Cezarego Miżejewskiego ze stanowiska sekretarza stanu w MPiPS (powołany na to stanowisko 4 grudnia 2004), - Agnieszki Chłoń-Domińczak ze stanowiska podsekretarza stanu w MPiPS (powołana na to stanowisko 16 grudnia 2004), - Rafała Baniaka ze stanowiska podsekretarza stanu w MPiPS (powołany na to stanowisko 14 maja 2004), - Jacka Męciny ze stanowiska podsekretarza stanu w MGiP (powołany na to stanowisko 9 maja 2005). |
| 21 listopada 2005 | |
| - Ludwika Dorna na urząd wiceprezesa Rady Ministrów, - Mariana Moszoro na stanowisko podsekretarza stanu w MF, - Pawła Banasia i Mariana Banasia na stanowiska podsekretarzy stanu w MF, - Pawła Solocha, podsekretarza stanu w MSWiA, na stanowisko szefa Obrony Cywilnej Kraju. | - Stanisława Steca ze stanowisk sekretarza stanu w MF, Generalnego Inspektora Kontroli Skarbowej, Pełnomocnika Rządu do Spraw Zwalczania Nieprawidłowości Finansowych na szkodę RP lub UE, - Wiesława Czyżowicza ze stanowisk podsekretarza stanu w MF oraz Generalnego Inspektora Informacji Finansowej (powołany na to stanowisko 19 lutego 2004). - Grzegorza Stanisławskiego ze stanowiska podsekretarza stanu w MF (powołany na to stanowisko 8 listopada 2004). |
| 22 listopada 2005 | |
| - Agnieszki Bolesty na stanowisko podsekretarza stanu w MŚ. | - Marka Bartosika ze stanowiska sekretarza stanu w MNiI (powołany na to stanowisko 31 marca 2003), - Jerzego Mariana Langera ze stanowiska podsekretarza stanu w MNiI (powołany na to stanowisko 24 stycznia 2005). |
| 23 listopada 2005 | |
| - Anny Fotygi na stanowisko sekretarza stanu w MSZ, - Piotra Naimskiego na stanowisko sekretarza stanu w MG, - Marcina Korolca na stanowisko podsekretarza stanu w MG, - Krzysztofa Jana Kurzydłowskiego na stanowisko podsekretarza stanu w MEiN. | – |
| 24 listopada 2005 | |
| - Barbary Tuge-Erecińskiej na stanowisko sekretarza stanu w MSZ. | – |
| 25 listopada 2005 | |
| - Anny Gręziak na stanowisko podsekretarza stanu w MZ. | – |
| 28 listopada 2005 | |
| - Mariana Banasia, podsekretarza stanu w MF, na stanowisko szefa Służby Celnej. | – |
| 29 listopada 2005 | |
| - Stefana Jurgi na stanowisko podsekretarza stanu w MEiN. | – |
| 30 listopada 2005 | |
| - Pawła Wypycha na stanowisko sekretarza stanu w MPiPS, - Ireny Okrągłej na stanowisko zastępcy prokuratora generalnego w MS, - Kazimierza Kuberskiego na stanowisko podsekretarza stanu w MPiPS. | - Krystyny Gurbiel ze stanowiska podsekretarza stanu w MRR (powołana na to stanowisko 3 listopada 2005). |
| 1 grudnia 2005 | |
| - Jerzego Kwiecińskiego na stanowisko podsekretarza stanu w MRR. | – |
| 5 grudnia 2005 | |
| - Piotra Tutaka, sekretarza stanu w Kancelarii Premiera na stanowisko p.o prezesa Rządowego Centrum Studiów Strategicznych, - Teresy Warchałowskiej na stanowisko podsekretarza stanu w MŚ, - Zbigniewa Dynaka na stanowisko podsekretarza stanu w MF, - Krzysztofa Józefowicza na stanowisko podsekretarza stanu w MS, - Mariusza-Oriona Jędryska na stanowisko podsekretarza stanu w MŚ. | - Wiesława Szczuki ze stanowiska podsekretarza stanu w MF (powołany na to stanowisko 11 maja 2004). |
| 6 grudnia 2005 | |
| - Stanisława Sławińskiego na stanowisko podsekretarza stanu w MEiN, - Olafa Gajla na stanowisko podsekretarza stanu w MEiN, - Pawła Szałamachy na stanowisko podsekretarza stanu w MSP, - Piotra Łysakowskiego na stanowisko sekretarza stanu w Ministerstwie Sportu, - Macieja Heydla na stanowisko podsekretarza stanu w MSP. | - Przemysława Morysiaka ze stanowiska podsekretarza stanu w MSP (powołany na to stanowisko 9 lutego 2004). |
| 12 grudnia 2005 | |
| - Marka Pasionka na stanowiska podsekretarza stanu w Kancelarii Premiera, zastępcę ministra–członka Rady Ministrów i koordynatora służb specjalnych. | – |
| 14 grudnia 2005 | |
| - Mirosława Barszcza na stanowisko podsekretarza stanu w MF. | - Jarosława Nenemana ze stanowiska podsekretarza stanu w MF (powołany na to stanowisko 6 września 2004). |
| 22 grudnia 2005 | |
| - Mariusza Andrzejewskiego na stanowisko podsekretarza stanu w MF. | – |
| 23 grudnia 2005 | |
| - Aleksandra Szczygły na stanowisko sekretarza stanu w MON. | – |

### Rok 2006
|  | Zobacz wiadomość w serwisie Wikinews pt. wręczenia nominacji nowych ministrów. |

|  | Zobacz wiadomość w serwisie Wikinews pt. wypowiedzi Lecha Kaczyńskiego o nowym rządzie. |

## Powołania i odwołania w administracji rządowej
| Powołanie                                                                           | Odwołanie        |
| 19 kwietnia 2006                                                                    | 19 kwietnia 2006 |
| ----------------------------------------------------------------------------------- | ---------------- |
| - Krzysztofa Dyla na stanowisko zastępcy prezesa Urzędu Komunikacji Elektronicznej. | –                |